# 경성제일공립고등보통학교 육상단
경성제일공립고등보통학교 육상단(京城第一公立高等普通學校陸上團)은 일제강점기 조선 경기도 경성부에 있었던 육상 선수단이다. 경기공립중학교가 운영했던 U-18 육상단이며, 1924년 이전에 창단되었고 1939년 이후에 해단되었다.

## 시즌별 성적
| 시즌 | 대회                       | 종목              | 선수      | 기록   | 순위   | 비고 |
| ---- | -------------------------- | ----------------- | --------- | ------ | ------ | ---- |
| 1924 | 전국체육대회 육상 청년부   | 남자 200m         | 유지연    | 25.4   | 준우승 |      |
| 1924 | 전국체육대회 육상 청년부   | 남자 200m         | 윤주석    | 불명   | 불명   |      |
| 1924 | 전국체육대회 육상 청년부   | 남자 400m         | 문채선    | 불명   | 불명   |      |
| 1924 | 전국체육대회 육상 청년부   | 남자 400m         | 유지연    | 59.4   | 준우승 |      |
| 1924 | 전국체육대회 육상 청년부   | 남자 세단뛰기     | 문채선    | 불명   | 불명   |      |
| 1924 | 전국체육대회 육상 청년부   | 남자 세단뛰기     | 전재원    | 불명   | 불명   |      |
| 1924 | 전국체육대회 육상 청년부   | 남자 장대높이뛰기 | 전재원    | 2.50m  | 우승   |      |
| 1924 | 전국체육대회 육상 청년부   | 남자 원반던지기   | 전재원    | 불명   | 불명   |      |
| 1925 | 전조선중등학교육상경기대회 | 남자 200m         | 정수진    | 불명   | 불명   |      |
| 1925 | 전조선중등학교육상경기대회 | 남자 400m         | 유지연    | 불명   | 불명   |      |
| 1925 | 전조선중등학교육상경기대회 | 남자 1500m        | 손명희    | 불명   | 불명   |      |
| 1925 | 전조선중등학교육상경기대회 | 남자 1600m 계주   | 불명      | 4:19.6 | 1위    |      |
| 1925 | 전조선중등학교육상경기대회 | 남자 마라톤       | 이창복    | 불명   | 불명   |      |
| 1925 | 전조선중등학교육상경기대회 | 종합 순위         | 종합 순위 | 불명   | 불명   |      |

## 참고 문헌
- “스포츠지원포털 등록 현황”. 대한체육회.
- “대한체육회 국내종합경기대회”. 대한체육회.
- 《대한체육회 50년》. 대한체육회. 1970. 2020년 11월 8일에 원본 문서에서 보존된 문서. 2022년 11월 5일에 확인함.
- 《대한체육회 70년사》. 대한체육회. 1990. 2020년 11월 8일에 원본 문서에서 보존된 문서. 2022년 11월 5일에 확인함.
- 《대한체육회 90년사》. 대한체육회. 2011. 2020년 11월 8일에 원본 문서에서 보존된 문서. 2022년 11월 5일에 확인함.
- 대한체육회 100주년 기념사업부 (2020). 《대한민국 체육 100년》. 대한체육회.

## 같이 보기
- 경기고등학교
- 경기고등학교 축구단
- 경성제일공립고등보통학교 정구단